# Кричевский, Абрам Григорьевич
Абра́м Григо́рьевич Криче́вский (31 мая 1912, Харьков — 8 января 1982, Москва) — советский оператор и режиссёр неигрового кино, фронтовой кинооператор в годы Великой Отечественной войны. Лауреат двух Сталинских премий (1941, 1948). Заслуженный деятель искусств РСФСР (1969).

## Биография
Родился в Харькове. С 1926 по 1928 год учился в Ялтинском промышленно-экономическом техникуме. С апреля 1928 года поступил Киевскую кинофабрику ВУФКУ, выполняя обязанности чернорабочего при операторе, затем помощника оператора и ассистента оператора. С апреля 1931 года работал оператором и режиссёром.  Первые снятые им хроникальные фельетоны: «В доме было весело и оживлённо», «Ваш сосед Митя Чепурной». В том же году перешёл на Украинскую студию кинохроники в Харьков, где как оператор проработал до 1935 года. Принял участие в нескольких фильмах кинопоезда «Союзкинохроники».
С 1935 года — оператор на Московской студии кинохроники, параллельно учился на заочных курсах операторов по повышению квалификации при Высшем государственном институте кинематографии, которые окончил в 1936 году.
Карьера оператора была прервана громким судебным процессом 1937 года — кампанией по борьбе с растлителями несовершеннолетних, в результате с октября 1937 по февраль 1939 года Кричевский отбывал наказание по статье № 152 УК РСФСР. По выходе из заключения — оператор Иркутской студии кинохроники. В 1940—1941 годах — оператор Украинской студии кинохроники.
С началом войны призван в ряды Красной армии в звании техник-лейтенант; был оператором фронтовых киногрупп Юго-Западного, Западного, Сталинградского, 2-го и 1-го Украинских фронтов, Черноморского флота.
Учиться фронтовым съёмкам Кричевскому довелось в самых «горячих точках» — в тяжкую пору отступления и разгрома Красной армии на Украине летом 1941-го года, потом в Крыму и далее в самом Сталинграде.Валерий Фомин, «Плачьте, но снимайте! Советская фронтовая кинохроника 1941–1945 гг.» 2018
По состоянию здоровья в октябре 1944 года освобождён от работы на фронте, до октября 1945 года оставался в отделе фронтовых киногрупп при ЦСДФ. Демобилизован в мае 1945 года.
С марта 1946 по май 1950 года работал на Украинской студии кинохроники с перерывом октябрь 1947 — август 1948 на ЦСДФ. С мая 1950 года по февраль 1951 года — на Черноморской кинофабрике. Непродолжительное время в 1951 году провёл на Сталинабадской студии художественных фильмов. С августа по конец ноября 1951 года опять на Украинской студии кинохроники, после в течение 10 месяцев не имел работы в кино.
С сентября 1952 года принят оператором на киностудию «Моснаучфильм», но в марте 1953 года уволен по сокращению штатов. С апреля 1953 по март 1954 вновь работал на Черноморской кинофабрике, после принят оператором и режиссёром на Центральную студию документальных фильмов, где проработал до 1979 года (с 1969 года работал по договору со студией).
Автор более 1500 сюжетов для киноперидики: «Железнодорожник», «Искусство», «Московская кинохроника», «Новости дня», «Пионерия», «По Советскому Союзу», «Советский воин», «Советский спорт», «Советское кино», «Социалистическая деревня», «Страна Советская», «Союзкиножурнал». Публиковал статьи в печатной периодике, автор очерка «Волжская твердыня» в сборнике «Их оружие — кинокамера» (1970).
Член Союза кинематографистов СССР с 1957 года.
Урна с прахом захоронена в колумбарии Донского кладбища.

### Семья
Был женат на Анна Мозговой (артистический псевдоним — Анна Мостовая), танцовщице, выступавшей на эстраде.

## Фильмография
Оператор
- 1932 — На вахте
- 1932 — Первый ход Вороновицкого манёвра. Оперативная сводка № 1 (в соавторстве)
- 1932 — Первый ход Вороновицкого манёвра. Оперативная сводка № 2 (в соавторстве)
- 1932 — Рапорт кинопоезда горнякам
- 1932 — Эпизоды из Вороновицкого манёвра (в соавторстве)
- 1935 — Борьба за Киев[16]
- 1935 — Великая годовщина (в соавторстве)
- 1935 — Встреча четырёх городов / Матч четырёх городов (в соавторстве)
- 1935 — Украинская детская спартакиада (совместно с Н. Кульчицким)
- 1936 — Доклад Сталина И. В. о проекте Конституции СССР на чрезвычайном VIII Всесоюзном съезде Советов 25 ноября 1936 г. (в соавторстве)
- 1936 — Ударом на удар (в соавторстве)
- 1937 — Богатыри Родины (в соавторстве)
- 1939 — Летом в Арктике (в соавторстве)
- 1940 — На Дунае / Голубой Дунай (в соавторстве)
- 1941 — Парад частей польской армии в СССР (совместно с А. Хавчиным)
- 1942 — День войны (в соавторстве)
- 1942 — К переговорам премьер-министра Великобритании г-на Уинстона Черчилля с Председателем СНК СССР И. В. Сталиным (в соавторстве)
- 1942 — Ратификация англо-советского союзного договора (в соавторстве)
- 1942 — Черноморцы (в соавторстве)[17]
- 1943 — Великая битва на Волге (в соавторстве)
- 1943 — Крылья народа (не выпущен; в соавторстве)[18]
- 1943 — Москва к 1 Мая 1943 г. (в соавторстве)
- 1943 — Похороны В. И. Немировича-Данченко (в соавторстве)
- 1943 — Пребывание Президента Чехословацкой Республики Э. Бенеша в СССР (в соавторстве)
- 1943 — Сталинград (в соавторстве)
- 1943 — Трофеи великих битв (в соавторстве)
- 1944 — XXVII Октябрь. Доклад председателя Государственного комитета обороны И. В. Сталина на торжественном заседании Московского Совета депутатов трудящихся с партийными и общественными организациями Москвы 6 ноября 1944 г. (в соавторстве)
- 1944 — Авиация дальнего действия (в соавторстве)
- 1944 — Вступление Красной армии в Болгарию (фронтовой спецвыпуск № 8) (в соавторстве)
- 1944 — Вступление Красной армии в Бухарест (фронтовой спецвыпуск № 6) (в соавторстве)
- 1944 — Конвоирование военнопленных немцев через Москву / Проконвоирование военнопленных немцев через Москву / Пленные немцы в Москве (в соавторстве)
- 1944 — К пребыванию в Москве главы Временного правительства Французской Республики генерала де Голля и министра иностранных дел г-на Ж. Бидо (в соавторстве)
- 1944 — На стадионе «Динамо» (в соавторстве)
- 1944 — Передача пленных французов
- 1944 — Победа на юге / Битва на юге (в соавторстве)
- 1944 — Прибытие в Москву главы Временного правительства Французской Республики г-на де Голля (в соавторстве)
- 1944 — Сражение за Витебск (фронтовой спецвыпуск № 1) (в соавторстве)
- 1945 — Берлинская конференция (цветной и ч/б варианты; в соавторстве)
- 1945 — Всесоюзный физкультурный парад (в соавторстве)
- 1945 — Крымская конференция (в соавторстве)
- 1945 — Кубок СССР (в соавторстве)
- 1945 — Освобождённая Чехословакия (в соавторстве)
- 1945 — Парад Победы (ч/б вариант; в соавторстве)
- 1945 — Победа на Правобережной Украине и изгнание немецких захватчиков за пределы украинских советских земель (в соавторстве)
- 1945 — Потсдамская конференция
- 1945 — Похороны Маршала Советского Союза Б. М. Шапошникова (в соавторстве)
- 1945 — Процесс Окулицкого и других (в соавторстве)
- 1947 — В день выборов (в соавторстве)
- 1947 — Советская Украина (главный оператор)[19]
- 1948 — Зимняя спартакиада народов РСФСР (в соавторстве)
- 1948 — Наш Пушкин
- 1949 — На пути к изобилию
- 1949 — Пушкинские дни (в соавторстве)
- 1950 — Советская Молдавия (совместно с А. Шафраном)
- 1951 — Советский Таджикистан (в соавторстве)
- 1951 — Спорт на Украине (в соавторстве)
- 1952 — Советская Молдавия (главный оператор)
- 1953 — Великое прощание (не выпущен; в соавторстве)
- 1953 — Одесса
- 1954 — В долине Сусамыра (в соавторстве)
- 1955 — Бельгийская парламентская делегация в Советском Союзе (в соавторстве)
- 1955 — Правительственная делегация Демократической Республики Вьетнам в Советском Союзе (в соавторстве)
- 1955 — Премьер-министр Бирманского Союза У Ну в СССР (в соавторстве)
- 1955 — Премьер-министр Республики Индия Джавахарлал Неру в Советской стране (в соавторстве)
- 1955 — Счастье трудных дорог / Страницы жизни советской молодёжи (в соавторстве)
- 1955 — Футбол Англия — СССР (Товарищеская встреча футбольных команд «Спартак» (Москва) — «Вулвергемптон Уонерерс» (Англия)) (в соавторстве)
- 1956 — Американские артисты в Москве (совместно с И. Бессарабовым)
- 1956 — Открытие спартакиады народов СССР (в соавторстве)
- 1956 — Посланцы великого народа (в соавторстве)
- 1956 — Французские социалисты в СССР (совместно с Б. Небылицким)
- 1956 — Чемпионы спартакиады Советской России (в соавторстве)
- 1956 — Юность советского спорта (III Всесоюзная спартакиада учащихся) (в соавторстве)
- 1957 — Великая битва (в соавторстве)
- 1957 — Воскресный репортаж (в соавторстве)
- 1957 — Ленинграду — 250 лет (в соавторстве)
- 1957 — Они выступают в Москве (в соавторстве)
- 1957 — Поёт Ив Монтан (совместно с И. Бессарабовым)[20]
- 1958 — Королева Бельгии Елизавета в СССР (в соавторстве)
- 1958 — После работы
- 1959 — Великая победа человечества (в соавторстве)
- 1959 — Всем сердцем с партией (совместно с И. Грачёвым)
- 1959 — На чемпионате мира по баскетболу (в соавторстве)
- 1959 — Шагай семилетка! (в соавторстве)
- 1960 — Герои Рима в Москве (в соавторстве)
- 1960 — Искусство страны гор (совместно с Л. Панкиным)
- 1960 — Необыкновенные встречи (в соавторстве)
- 1960 — Провокаторы разоблачены
- 1960 — Я видел любовь к Индии (совместно с Е. Аккуратовым)
- 1961 — В дни февраля (совместно с И. Бганцевым)
- 1961 — Гости с острова Кипр (в соавторстве)
- 1961 — Здравствуй, фестиваль! (в соавторстве)
- 1961 — Под знаком дружбы
- 1961 — Таль — Ботвинник
- 1961 — Театр «Кабуки» в СССР (в соавторстве)
- 1962 — Гости из Лаоса в Советской стране (в соавторстве)
- 1963 — Ботвинник — Петросян
- 1963 — Огни кинофестиваля (совместно с А. Левитаном)
- 1963 — Флаг кинофестиваля поднят (совместно с А. Левитаном)
- 1964 — Артек — олимпийский (совместно с О. Рейзман)[21]
- 1964 — В честь 15-летия ГДР (в соавторстве)
- 1964 — Под знаменем Великого Октября (совместно с П. Опрышко)
- 1964 — Поливные земли — народное богатство
- 1964 — Президент Сукарно в Москве (совместно с Л. Михайловым)
- 1964 — У Тан — гость советского правительства (в соавторстве)
- 1965 — Луна говорит с Землёй (в соавторстве)
- 1965 — Парад Победы, 1965 (в соавторстве)
- 1965 — Премьер-министр Норвегии в СССР (совместно с Е. Мухиным)
- 1965 — Премьер-министр Турции в СССР (совместно с Е. Федяевым)
- 1966 — Москва, улица Горького (совместно с И. Бганцевым)
- 1967 — Н. В. Подгорный в Афганистане (совместно с П. Опрышко)
- 1967 — Праздник молодости (в соавторстве)
- 1967 — Премьер-министр Турции в СССР (совместно с Б. Шером)
- 1967 — Фильмы и встречи (в соавторстве)
- 1969 — Товарищ Берлин (в соавторстве)
- 1970 — Японские парламентарии в Советском Союзе (совместно с Г. Захаровой)
- 1971 — Планы и годы (в соавторстве)
- 1974 — Бельгийские социалисты в СССР (в соавторстве)
- 1975 — Наследники победы (в соавторстве)
- 1985 — Шолохов с нами (в соавторстве)[22]

Режиссёр
- 1948 — Наш Пушкин
- 1949 — На пути к изобилию
- 1957 — Воскресный репортаж
- 1958 — После работы
- 1961 — Под знаком дружбы
- 1961 — Таль — Ботвинник
- 1965 — Премьер-министр Норвегии в СССР
- 1965 — Премьер-министр Турции в СССР
- 1965 — Чилийские парламентарии — наши гости
- 1967 — Премьер-министр Турции в СССР
- 1969 — Мне двадцать лет
- 1971 — Планы и годы
- 1974 — Бельгийские социалисты в СССР
- 1974 — Парламентарии Ирана в Советском Союзе
- 1975 — Праздник братства и дружбы

Сценарист
- 1935 — Украинская детская спартакиада (совместно с Б. Ляховским)
- 1966 — Москва, улица Горького (в соавторстве)

## Звания и награды
- Сталинская премия второй степени (15 марта 1941) — за фильм «На Дунае»[13];
- медаль «За оборону Севастополя» (1942)[13];
- орден Красной Звезды (29 марта 1943)[23];
- орден Красной Звезды (12 октября 1944)[24];
- Чехословацкий Военный крест (1939) (1945)[25][13];
- Сталинская премия первой степени (2 апреля 1948) — за фильм «Советская Украина»[13];
- заслуженный деятель искусств РСФСР (29 сентября 1969)[13];
- Национальная премия ГДР (1970) — за фильм «Товарищ Берлин»[13];
- медали СССР[13].

## Комментарии
1. ↑  Кричевский проходил обвиняемым по делу о растлителях в советском кинематографе, главным фигурантом которого являлся кинооператор Борис Цейтлин. 15 августа 1937 года в «Правде» появилась статья «Личная жизнь Бориса Цейтлина»[3]. 9 октября 1937 года в печати появилось сообщение прокуратуры СССР о том, что закончено расследование по делу «Цейтлина Б. Б. и других лиц», в ходе которого установлено, что кинооператор вовлекал в разврат несовершеннолетних, используя своё служебное положение. Сообщалось, что Цейтлин организовал группу из бывшего управляющего трестом «Союзкинохроника» В. С. Иоселевича, кинооператора А. Г. Кричевского и М. З. Вирта-Ауэрбаха, которая на квартире М. З. Вирта-Ауэрбаха, превращённой в «притон разврата», систематически развращала несовершеннолетних девушек[4]. Подсудимых защищали одни из лучших советских адвокатов того времени (Н. В. Коммодов, И. Д. Брауде, А. И. Юдин). Однако Московский городской суд признал всех виновными. Цейтлин и Иоселевич были признаны виновными в изнасиловании и растлении несовершеннолетних, Вирт-Ауэрбах — в растлении несовершеннолетних в извращённой форме и в содержании притона, Кричевский — только в растлении[5][6].
2. ↑  Частая смена мест работы и период вынужденной бездеятельности Кричевского связан с проходившей по стране кампании борьбы с космополитизмом[12].